# 贝文·多彻蒂
贝文·多彻蒂（英語：Bevan Docherty，1977年3月29日—），新西兰男子铁人三项运动员。他曾获得2004年夏季奥运会男子个人银牌和2008年夏季奥运会男子个人铜牌。他也参加了2012年夏季奥运会。